# Tetropium tauricum
Tetropium tauricum är en skalbaggsart som beskrevs av Shapovalov 2007. Tetropium tauricum ingår i släktet Tetropium och familjen långhorningar.
Artens utbredningsområde är Ukraina. Inga underarter finns listade i Catalogue of Life.